# 双庙子镇
双庙子镇，是中华人民共和国辽宁省铁岭市昌图县下辖的一个乡镇级行政单位。

## 行政区划
双庙子镇下辖以下地区：
双庙子社区、北大村、房身村、双庙子村、乔家屯村、有利村、建国村、样子村和三道林子村。

## 交通
京哈铁路：双庙子站